# Live and in the Can
Live and in the Can es el primer álbum en vivo de la banda británica de rock Delirious? Fue lanzado en 1996 previo a la grabación de su primer álbum de estudio King of Fools
.

## Lista de canciones
1. "Spontaneous I"
2. "I'm Not Ashamed"
3. "Did You Feel the Mountains Tremble?"
4. "Spontaneous II"
5. "Oh Lead Me"
6. "Obsession"
7. "Spontaneous III"
8. "Spontaneous IV"
9. "Come Like You Promise"
10. "Spontaneous V"
11. "Spontaneous VI"
12. "What a Friend I've Found"
13. "Spontaneous VII"
14. "I've Found Jesus"
15. "Spontaneous VIII"
16. "Lord's Prayer"
17. "Spontaneous IX"